# هليكون
الهليكون هي آلة موسيقية نحاسية من عائلة التوبا. معظمها جهير B ♭ ، ولكنها موجودة أيضًا بدرجات E ♭ وF ودرجات الصادح، بالإضافة إلى أنواع أخرى بدرجة أقل. والسوسافون ضرب منها.